# حسین‌آباد (خمین)
حسین‌آباد (خمین)، روستایی از توابع بخش مرکزی شهرستان خمین در استان مرکزی ایران است.

## جمعیت
این روستا در دهستان آشناخور قرار دارد و براساس سرشماری مرکز آمار ایران در سال ۱۳۸۵، جمعیت آن ۲۳۶ نفر (۵۳خانوار) بوده‌است.

## مردم
مردم روستای حسین آباد آشناخور لر زبان و از ایل بختیاری می باشند.